# Cassida varicornis
Cassida varicornis es un coleóptero de la familia Chrysomelidae.
Fue descrita científicamente en 1912 por Spaeth.